# Europese kampioenschappen jachtgeweer 1962
De Europese kampioenschappen jachtgeweer 1962 waren door het Europees comité van de Union Internationale de Tir (UIT) georganiseerde kampioenschappen voor schutters in het kleiduifschieten. De achtste editie van de Europese kampioenschappen vond plaats in het Libanese Beiroet.

## Resultaten

### Trap
| Onderdeel   | Goud                                                     | Zilver                                 | Brons                                 |
| ----------- | -------------------------------------------------------- | -------------------------------------- | ------------------------------------- |
| Heren       |                                                          |                                        |                                       |
| Individueel | Edoardo Casciano                                         | Galliano Rossini                       | Ennio Mattarelli                      |
| Team        | Edoardo Casciano Silvano Canonico Delventisetti Picciolo | Francis Eisenlauer Everhart Myers Ross | Michel Prevost Boniteau Faussier Roux |
| Dames       |                                                          |                                        |                                       |
| Individueel | Olga Tzavara                                             | Lucia Eisenlauer                       | Michele Delaire                       |

### Skeet
| Onderdeel   | Goud            | Zilver            | Brons                        |
| ----------- | --------------- | ----------------- | ---------------------------- |
| Heren       |                 |                   |                              |
| Individueel | John Sistovaris | Jacques Herberich | Robert Melinette             |
| Team        | Frankrijk       | Libanon           | Verenigde Arabische Emiraten |
| Dames       |                 |                   |                              |
| Individueel | Andrée Camus    | Michele Bassoul   | Bassoul                      |

1955 · 1956 · 1957 · 1958 · 1959 · 1960 · 1961 · 1962 · 1963 · 1964 · 1965 · 1966 · 1967 · 1968 · 1969 · 1970 · 1971 · 1972 · 1973 · 1974 · 1975 · 1976 · 1977 · 1978 · 1979 · 1980 · 1981 · 1982 · 1983 · 1984 · 1985 · 1986 · 1987 · 1988 · 1989 · 1990 · 1991 · 1992 · 1993 · 1994 · 1995 · 1996 · 1997 · 1998 · 1999 · 2000 · 2001 · 2002 · 2003 · 2004 · 2005 · 2006 · 2007 · 2008 · 2009 · 2010 · 2011 · 2012 · 2013 · 2014 · 2015 · 2016 · 2017 · 2018 · 2019 · 2020 · 2021 · 2022 · 2023 · 2024 ·